# Maria Manuela, Prințesă de Portugalia

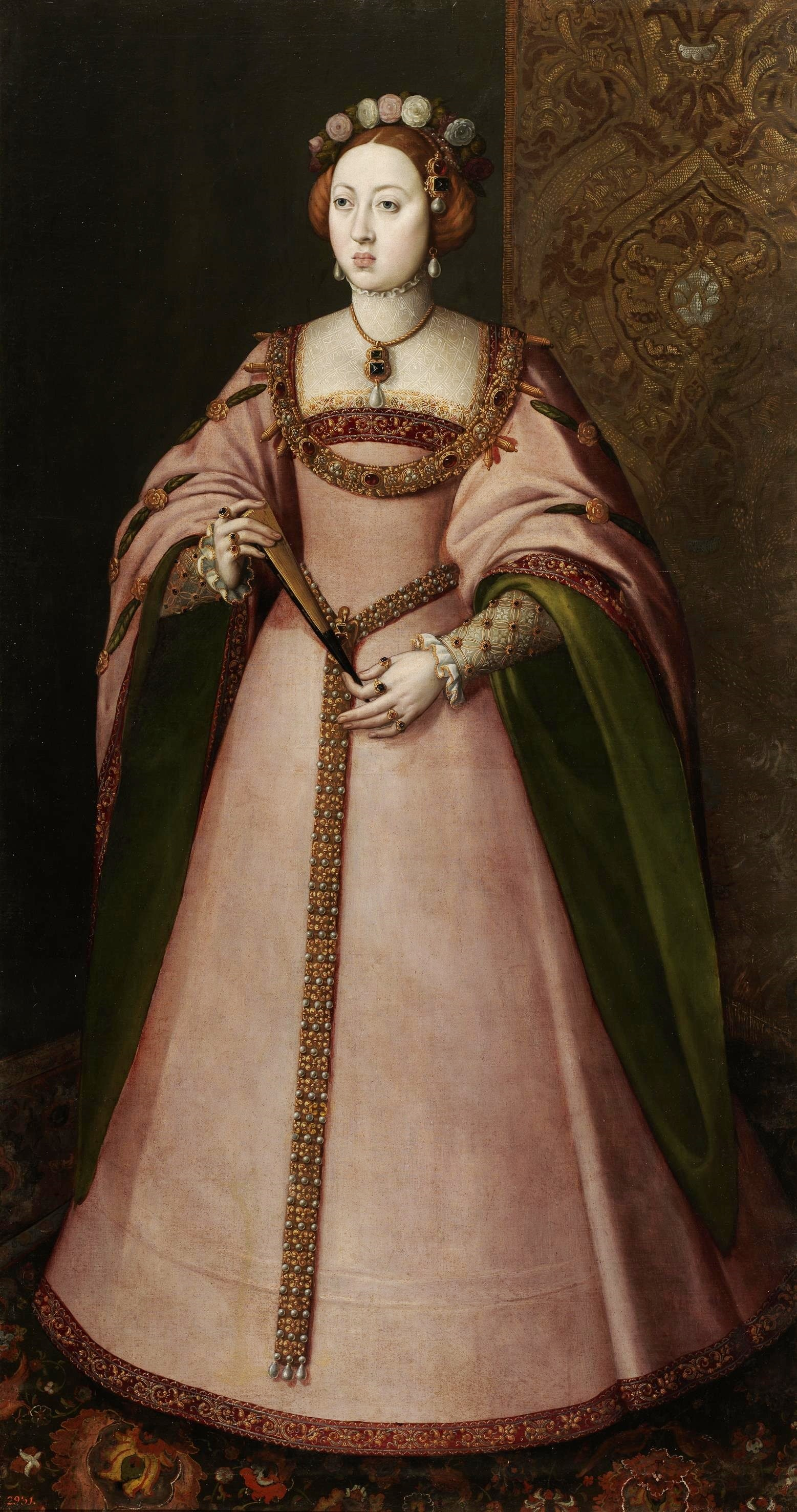
Portret al Mariei Manuela de Juan Pantoja de la Cruz

Maria Manuela de Portugalia (1527–1545) a fost fiica regelui Ioan al III-lea al Portugaliei și a soției acestuia, Catherine de Austria.
A fost Prințesă de Asturia ca soție a lui Filip, Prinț de Asturia, și între 1527 și 1535 Prințesă de Portugalia de drept.
Maria s-a născut la Coimbra la 15 octombrie 1527 și a fost unul dintre puținii copii ai regelui Ioan al Portugaliie care a supraviețuit copilăriei. S-a căsătorit cu vărul ei primar Filip, Prinț de Asturia (viitrul rege Filip al II-lea al Spaniei) în 1543 și a fost mama lui Don Carlos, Prinț de Asturia.
Maria a murit la scurt timp după ce a născut, la 12 august 1545 la Valladolid, Spania, la vârsta de 17 ani.